# 進教圍 (香港)
進教圍（英語：St. Francis Yard）是灣仔區內的一條行車街道，東端與聖佛蘭士街交架。進教圍的西端是駕車人士的的掘頭路，但是行人還可以通往日街、月街等地。進教圍的中段南方與光明街交架，通往星街。

## 历史

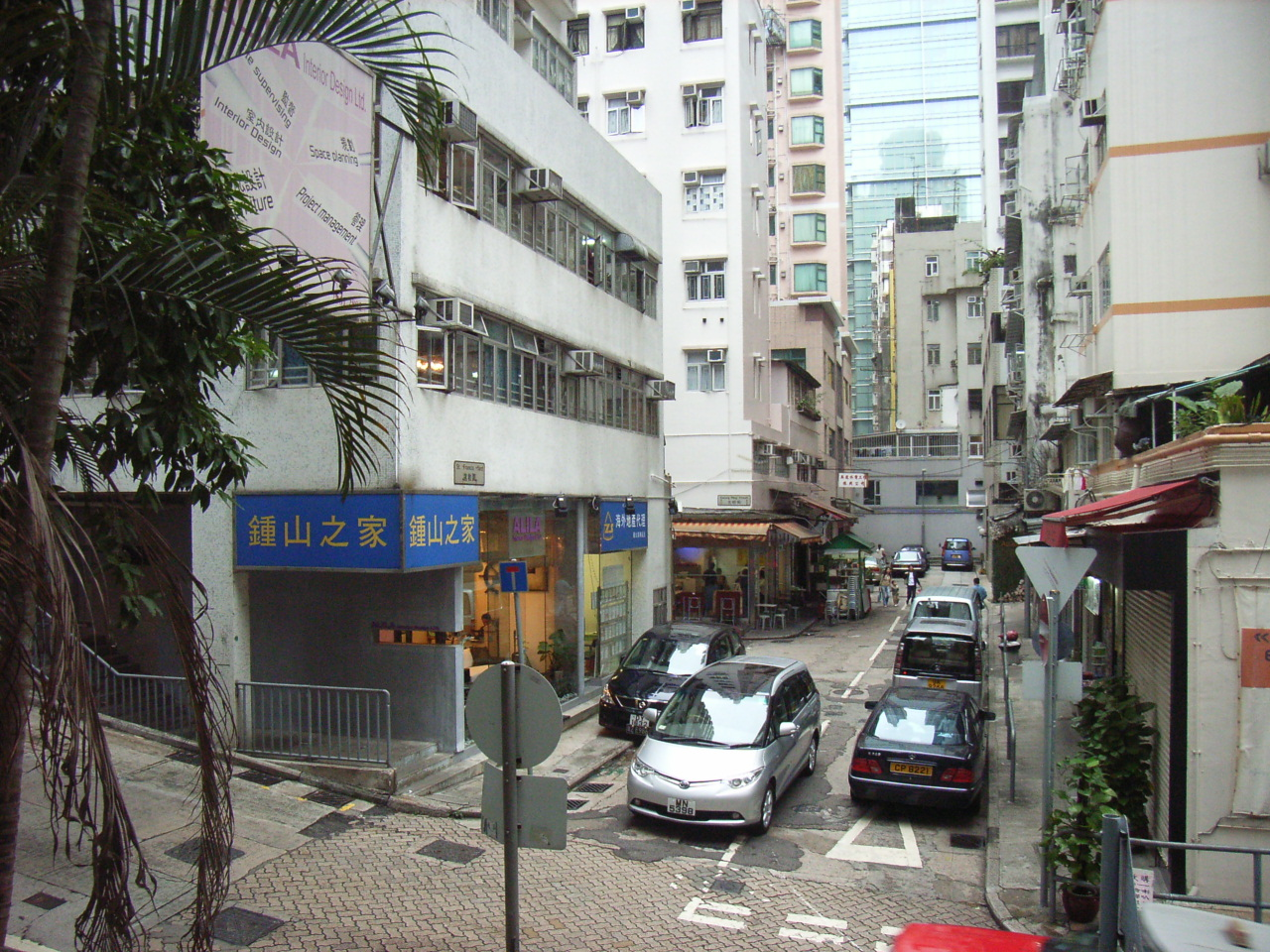
向西望的進教圍

香港開埠初期，下環（今灣仔）屬較偏僻地區。當時政府在一幅山坡地開闢基督教和天主教墳場，給已逝的外籍人士下葬，因此有文献认为此处为香港第一座有记载的墓地。到了1845年，因人口漸增，墳墓逐步遷往跑馬地，天主教會在墳場舊址興建房屋，租給貧窮教友居住，大都是由澳門來港工作的葡籍人士。他們將此區命名為「進教圍」，英文為 St. Francis Yard，可說是香港第一條「教友村」。

## 外部連結
维基共享资源上的相關多媒體資源：進教圍